# Kary Antholis

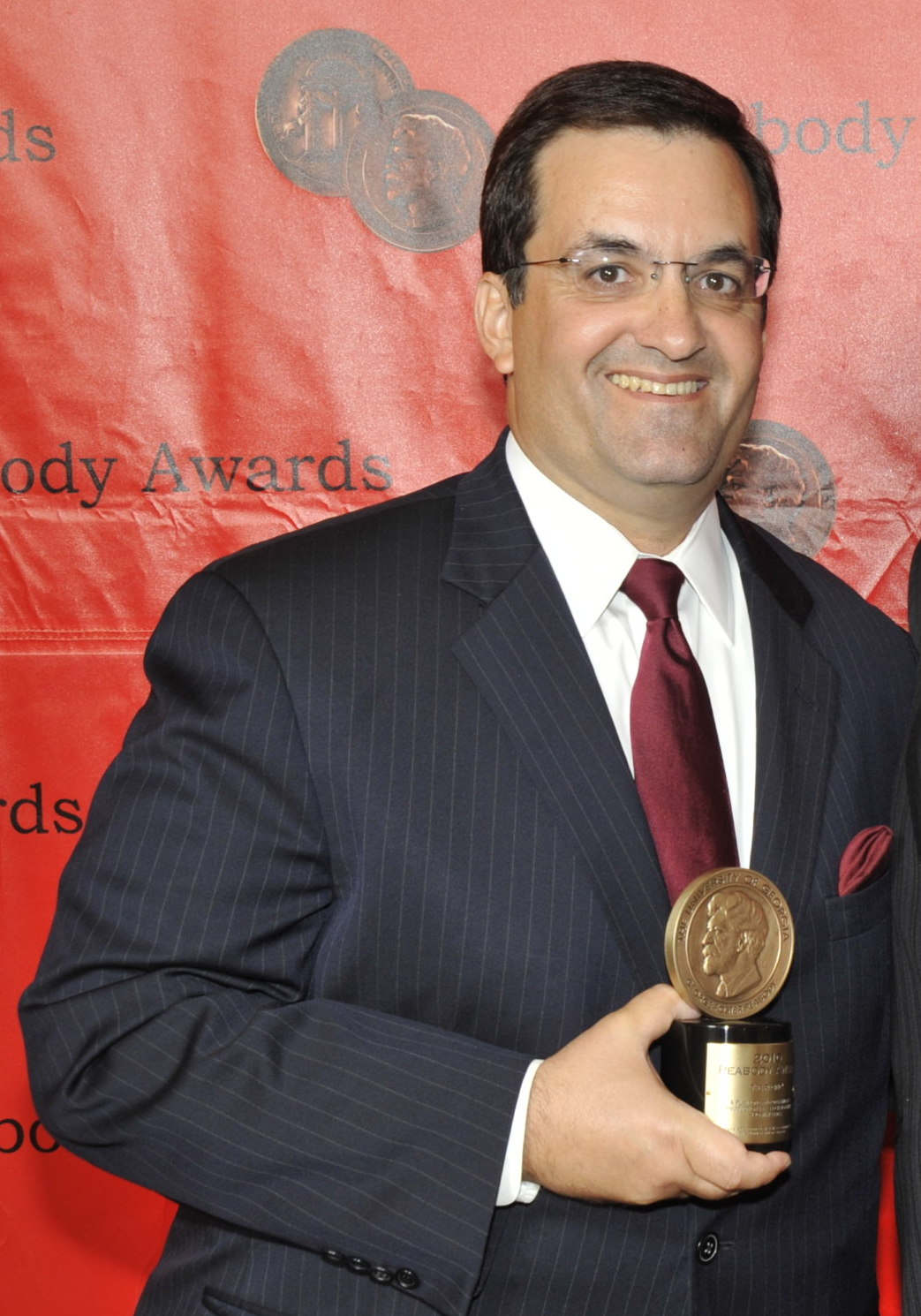
Kary Antholis

Kary Antholis (* 1962) ist ein US-amerikanischer Manager des TV-Senders HBO und Dokumentarfilmemacher.  Antholis ist derzeit Präsident für Miniserien bei HBO.

## Biographie
Antholis wuchs in Florham Park in New Jersey auf und besuchte die Delbarton School in Morris Township. 1984 absolvierte er das Bowdoin College, erwarb einen Master-Abschluss in Geschichte an der Stanford University mit Schwerpunkt auf der historischen Rolle der europäischen Nationen in Afrika und wurde 1989 am Georgetown University Law Center graduiert. Er hat einen Bruder, William J. Antholis, der Managing Director der Brookings Institution ist.
Als Führungskraft war er verantwortlich für fiktionale und dokumentarische Projekte, die mit einem Oscar, Emmy und Golden Globe ausgezeichnet wurden. Unter seiner Leitung entstanden die dazu gehörenden Filme und Serien Mildred Pierce, The Pacific, John Adams – Freiheit für Amerika, Generation Kill, Elizabeth I, Engel in Amerika, The Corner, Wit, Churchill – The Gathering Storm, From the Earth to the Moon und Educating Peter.
Als Filmemacher gewann er mit seinem Film One Survivor Remembers über die Holocaust-Überlebende Gerda Weissmann Klein 1996 den Oscar für den besten Dokumentar-Kurzfilm und 1995 den Emmy für Outstanding Informational Special. Gerdas Lebenslauf kennenzulernen, ermöglichte ihm, eine außerordentlich lebendige Verbindung zu den Erfahrungen seiner eigenen Mutter während des Krieges aufzubauen. Antholis' Mutter Evanthia wuchs im von den Nazis besetzten Griechenland während des Zweiten Weltkriegs auf. Die Geschichte von Weissmann half Antholis zu verstehen, was seine Mutter durchgemacht hatte, als ihr Vater Vassilios von Nazi-Kollaborateuren getötet worden war. 2005 wurde der Film vom Southern Poverty Law Center als Teil des Teaching-Tolerance-Lehrplans für High-School-Lehrer angeboten, um ihre Schüler über den Holocaust aufzuklären.
Derzeit ist Antholis Co-Vorsitzender der Geschäftsführung von Young Storytellers, einer gemeinnützigen Ausbildungsorganisation für Kunst mit Sitz in Los Angeles.